# Сильвия (Колумбия)
Си́львия (исп. Silvia) — город и муниципалитет на юго-западе Колумбии, на территории департамента Каука. Входит в состав Восточной провинции.

## История
Поселение, из которого позднее вырос город, было основано 23 октября 1562 года Франсиско де Белалькасаром. Муниципалитет Сильвия был выделен в отдельную административную единицу в 1838 году.

## Географическое положение

Муниципалитет Сильвия

Город расположен в восточной части департамента, в горной местности Центральной Кордильеры, на расстоянии приблизительно 23 километров к северо-востоку от города Попаян, административного центра департамента. Абсолютная высота — 2532 метра над уровнем моря.
Муниципалитет Сильвия граничит на севере с территориями муниципалитетов Кальдоно и Хамбало, на северо-востоке и востоке — с муниципалитетом Паэс, на юго-востоке — с муниципалитетом Инса, на юге — с муниципалитетом Тоторо, на юго-западе — с муниципалитетом Кахибио, на западе — с муниципалитетом Пьендамо. Площадь муниципалитета составляет 662,4 км².

## Население
По данным Национального административного департамента статистики Колумбии, совокупная численность населения города и муниципалитета в 2015 году составляла 32 159 человек.
Динамика численности населения муниципалитета по годам:
| 2005   | 2006   | 2007   | 2008   | 2009   | 2010   | 2011   | 2012   | 2013   | 2014   | 2015   |
| ------ | ------ | ------ | ------ | ------ | ------ | ------ | ------ | ------ | ------ | ------ |
| 30 960 | 31 074 | 31 163 | 31 256 | 31 350 | 31 462 | 31 600 | 31 732 | 31 873 | 32 021 | 32 159 |

Согласно данным переписи 2005 года мужчины составляли 50 % от населения Сильвии, женщины — соответственно также 50 %. В расовом отношении индейцы составляли 79,7 % от населения города; белые и метисы — 20,2 %; негры, мулаты и райсальцы — 0,1 %.
Уровень грамотности среди всего населения составлял 84,1 %.

## Экономика
Основу экономики Сильвии составляют сельское хозяйство, аквакультура и туризм.
46,6 % от общего числа городских и муниципальных предприятий составляют предприятия торговой сферы, 31,7 % — предприятия сферы обслуживания, 19,1 % — промышленные предприятия, 2,6 % — предприятия иных отраслей экономики.